# ГЕС-ГАЕС Гарньяно (Сан-Джакомо)
ГЕС-ГАЕС Гарньяно (Сан-Джакомо) (італ. Gargnano (San Giacomo)) — гідроелектростанція на півночі Італії в горах Гарда (частина Альп навколо однойменного озера, яке через По належить до басейну Адріатичного моря).
Для роботи станції на річці Тосколано, яка впадає в озеро Гарда із заходу, створили водосховище площею поверхні 1,4 км2 та об'ємом 53 млн м3. Його утримує аркова гребля Понте-Кола висотою 125 метрів та довжиною 283 метри. Водозбірний басейн власне водосховища невеликий, проте вище від нього до Тосколано подається ресурс, відведений за допомогою греблі на Сан-Мікеле (впадає в озеро Гарда північніше від Тосколано).
Від водосховища до машинного залу на березі Гарди веде головний дериваційний тунель довжиною 5,3 км. Зал обладнано двома турбінами типу Френсіс загальною потужністю 137,2 МВт, які працюють при напорі у 431 м. Станція може виробляти 80 млн кВт·год електроенергії на рік за рахунок природного припливу. Крім того, вона працює в режимі гідроакумуляції, використовуючи озеро Гарда як нижній резервуар.